# Monte Meron
Il monte Meron, o Har Meron, è, con i suoi 1.208 m s.l.m., il punto più elevato di Israele; è situato in Galilea. È sede di una delle maggiori riserve naturali del paese, attraversata dal sentiero nazionale d'Israele.
Si tratta del punto più elevato solo secondo le frontiere israeliane riconosciute internazionalmente. In effetti, secondo il diritto israeliano, il punto più elevato si troverebbe nelle alture del Golan. Si tratta del monte Hermon o Har Hermon, situato a 2.814 m.  s.l.m., lungo la frontiera libanese, conquistato dopo le guerre del 1967 e del 1982.
In prossimità di questa montagna, il moshav di Meron ospita la tomba del rabbino Shimon bar Yohai, presunto autore dello Zohar. È oggetto di un importante pellegrinaggio durante la festa di Lag Ba'omer. Si tratta del secondo luogo più santo del giudaismo in termini di affluenza, subito dopo il muro del Pianto. È particolarmente frequentato nel corso della festa di Lag Ba'omer, circostanza che ha portato a due disastri con vittime e feriti nel 1911 e nel 2021.